# Premo
Premo, Pressens Morgontjänst, är ett företag (KB) med omkring 1 900 anställda som levererar 430 000 tidningar till återförsäljare, institutioner och hushåll inom Storstockholm – från Nynäshamn i söder till Åkersberga i norr. Företaget startades 1971, Dagens Nyheter och Svenska Dagbladet äger hälften vardera. Premo omsätter omkring 500 miljoner kronor årligen, och delar förutom Svenska dagbladet och Dagens nyheter ut titlar som Dagens Industri, Veckans affärer, Läkartidningen och Ny teknik med flera.